# 北京市海淀区教师进修学校

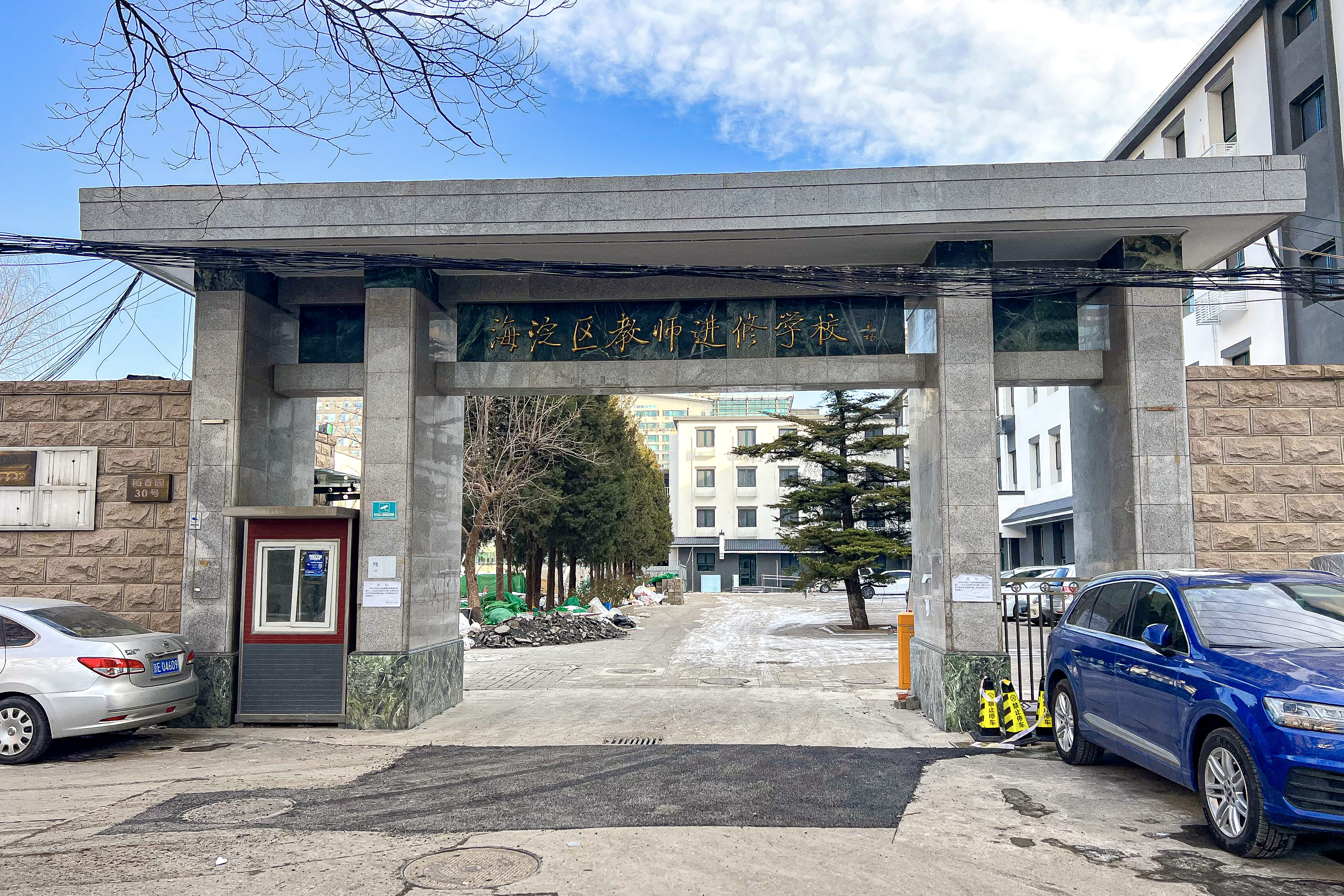
海淀区教师进修学校2000年11月至2022年使用的稻香园30号校址，海淀区计划将此校区划归北京市八一学校

北京市海淀区教师进修学校（简称海淀教进、海淀进校）是一所成立于1972年的教师研修机构，由北京市海淀区教育委员会举办，位于北京市海淀区远大路29号，职能为“课程指导、教学研究、质量评价、资源建设和教师发展”。现任校长为罗滨，党委书记为王世东。
北京市海淀区教师进修学校教育集团下有教师进修学校本校和五所中学、一所小学：北京市海淀区教师进修学校附属实验学校、北京市海淀区教师进修附属实验香山分校、北京市海淀区教师进修学校附属中学（北京科技大学附属中学）、北京市海淀区教师进修学校附属玉渊潭中学（北京市玉渊潭中学）、北京市海淀区教师进修学校附属地大分校（中国地质大学附属中学）、海淀区教师进修学校附属实验小学。